# Borås
Borås ([bʊˈroːs] kiejtéseⓘ), egy helység Västra Götaland megyében, Västergötland tartományban, Borås község (kommun) székhelye. Borås a 14. legnagyobb svéd település, a lakosság számát tekintve (66 273). A város főterén az alapító II. Gusztáv Adolf svéd király szobra áll.
A város Sjuhäradsbygden (a hét történelmi járás: Gäsene, Ås, Veden, Bollebygd, Mark, Kind och Redväg) központja. Az egész vidék a textiliparáról ismert amely 1900-as években érte el a csúcsot. Ennek következtében Borås a „Textilváros‟ becenevet kapta. Szintén ismert a csomagküldő szolgálati áruházakról, amelyeket a korábbi utazó árusok, házalók (knallar) modern változatának lehet tekinteni.

## Története

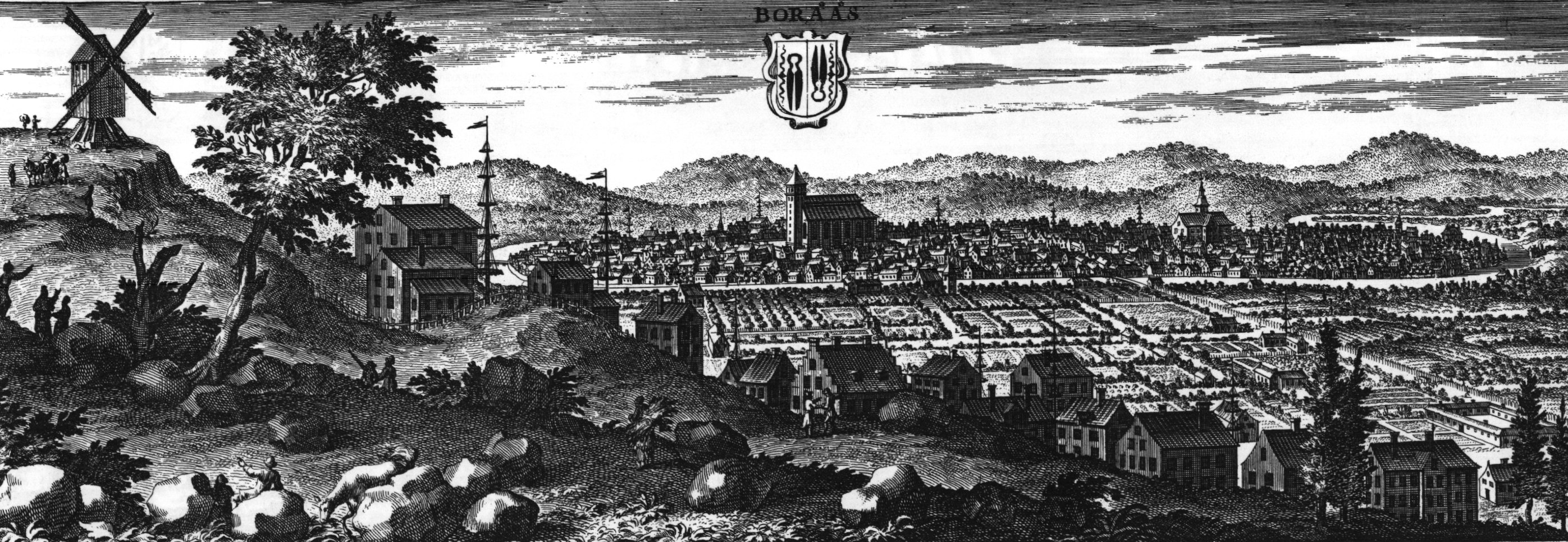
Borås 1700 körül

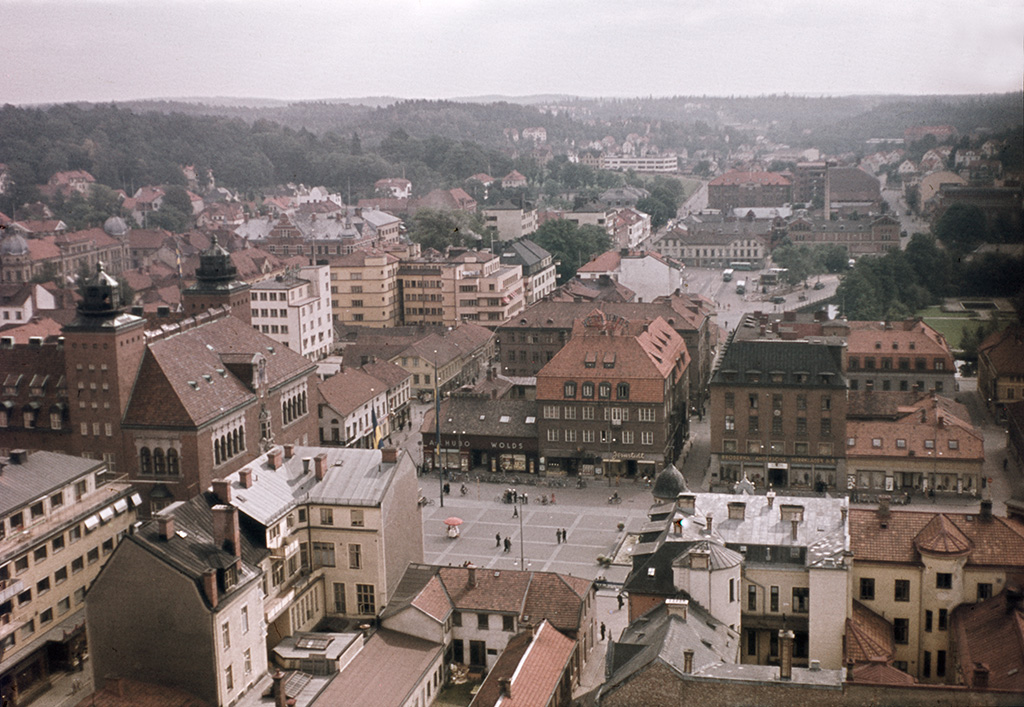
Kilátás a Caroli templomból (1944)

### Nevének eredete
A település a nevét feltehetően a hegy/dombgerinceken található faházakról (fäbodar) kapta. Fäbodaråsen, majd Bodaråsen és végül Borås. Az itt vonuló gerincet manapság Rya gerincnek hívják.

### A város alapítása
A várost II. Gusztáv Adolf király alapította 1621-ben főleg azzal a céllal, hogy törvényesítse az utazó kereskedők tevékenységét és így az eladás után fizetett adóval növelni a kincstár bevételét. Eddig ugyanis az eladott árukat sehol nem adózták meg, ami bosszantotta úgy a város kereskedőit mint a kincstárat. Ez a fajta kereskedelem már az 1500-as években kezdődött, amikor a környék parasztjai télen, a saját kézműves termékeik eladásából bejövő pénzzel egészítették ki a jövedelmüket. Idővel egyre inkább kereskedőkké váltak, akik árut vettek és eladtak. Egy saját titkos nyelvet is kialakítottak: az ún. månsing-ot amelynek néhány szava még ma is él a svéd nyelvben.
1620 tavaszán küldöttséget indítottak a királyhoz, panaszt tenni a környező városok bánásmódjára és hogy jogot kapjanak a kereskedelem folytatására. A király ekkor felszólította őket, hogy vagy abbahagyják a kereskedést vagy alapítanak egy várost. Az új város a Torpa plébánia temploma körül épült fel, aminek a helyén ma a Caroli templom áll Boråsban. Ugyanazon év nyarán újból küldöttséget menesztettek, hogy a királynál kijárják a település várossá nyilvánítását. Mivel a király pont háztűznézőben Németországban járt, a környék házalói 1621. június 29-én ideiglenesen megkapták a kért városi jogokat. Ezeket a jogokat 1622. május 25-én a király megerősítette. 1624-ben a jogokat kiterjesztették úgy, hogy a boråsiak bárhol folytathattak kereskedelmet, azzal a feltétellel, hogy az árukat Boråsban megadózták.
Az új város helyét Nils Göransson Stiernsköld jelölte ki.
Egy másik oka Borås megalapításának katonai szempontból volt. Svédországnak nyugaton csak egy keskeny kijárata volt a tengerhez, a Göta folyam torkolata az Älvsborg erődítménnyel. A mai Svédország többi nyugati része akkoriban dán terület volt. Göteborg-ot ugyanabban az évben alapították, de katonai támogatásra volt szüksége. Ezért 1624-ben létrehozták az Älvsborg regimentet, amelynek a bázisa a Sjuhäradsbygden-ben volt. Ez a gyalogos kötelék, az I 15 (Infanteri 15), 1914-től 1998-ig Boråsban működött, amikor megszűnt.

### Fejlődése az időben

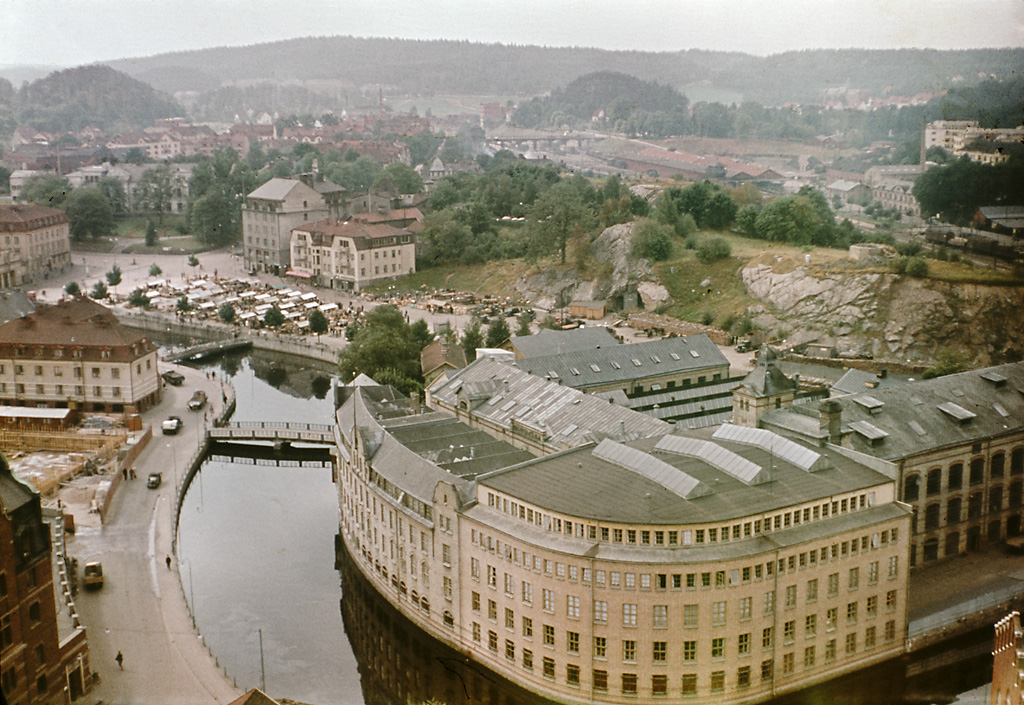
Borås Fonóda a Viskan partján, tervezte Lars Kellman 1914-ben. A felvétel 1944-ben készült a Caroli templom tornyából.

Boråsban 4 tűzvész pusztított, 1681-ben, 1727-ben, 1822-ben és 1827-ben. A Caroli templomot 1669-ben avatták fel és ez Borås legrégibb épülete. Átvészelte mind a négy tűzvészt kisebb-nagyobb sérülésekkel, amiket sikerült mindig helyrehozni.
A kezdetben a város erős fejlődésnek indult és az 1700-as évek közepe táján a lakosság száma elérte a 2 000 főt. A textilárukon kívül még kereskedtek kovácsoltvas termékekkel mint ollók, szegek, patkók, varrótűk és hasonló fontos ágak termékeivel. Az 1700-as évek második felében a körülmények megromlottak, mivel konkurensek tűntek fel mint például Ulricehamn. A város monopolja megszűnt és néhány kézművesség, pl. kelmefestés, ellenére a fejlődése az 1700-as évek végére lelassul.
Borås újkori fejlődése az 1800-as évek közepén indult be amikor is több gyapjúfonodát alapítottak. A századforduló körül újabb textilgyárak létesültek. A vasút elterjedése szintén jó hatással volt a fejlődésre. A lakosság száma 3 000-ről (1860), a század végéig 15 000-re nő. Borås ebben az időben Svédország leggyorsabban fejlődő városai közé tartozik és a 32. helyről a 12. helyre kerül a lakosság számát véve alapul.
Ez a gyors fejlődés folytatódott az 1900-as évek közepéig és 1950-ben a 9. helyen találjuk. Borås volt az ország legfontosabb textilvárosa és az 1970-80-as években bekövetkezett ”textil krízis” keményen sújtotta a várost.
A háború utáni időszakban az egyoldalú textilipart kezdi egy változatosabb ipar helyettesíteni. Boråst az 1900-as évek második felében egyre inkább a megyeszékhelyi szerepe jellemzi és a lakosság növekedése viszonylag alacsony volt.

### Közigazgatási hovatartozás
Borås település 1622-ben kivált Torpa plébániából és megalapította Borås városát. A várost újjá szervezték városközséggé, az 1862-es községi reformmal, és a település egy része a Torpa községbe nyúlt be. 1922-ben Torpa beleolvadt Borås városba és így Borås település egy kisebb részét képezte a városközségnek. Borås város 1971-ben beolvadt Borås községbe és azóta a község székhelye.
A város 1971-ig a Borås városi bíróság hatáskörébe tartozott és azóta a Blekinge kerületi bíróság az illetékes.
Borås 1622 előtt és időközönként 1911 előtt a Torpa plébániához tartozott, Skara egyházmegyében. A város 1622-től Borås egyházközösséghez tartozott, amit 1939 felosztottak Borås Caroli és Borås Gustav Adolfs egyházközösségekre. Egy kisebb része a településnek a Brämhult egyházközösséghez tartozik.

## Népesség
A település népességének változása:
| Lakosok száma | 64 334 | 73 344 | 63 271 | 59 709 | 61 935 | 66 273 | 72 434 | 73 058 | 73 649 | 75 565 |
|               | 1960   | 1970   | 1980   | 1990   | 2000   | 2010   | 2016   | 2017   | 2019   | 2023   |

## A település

### Városrészek

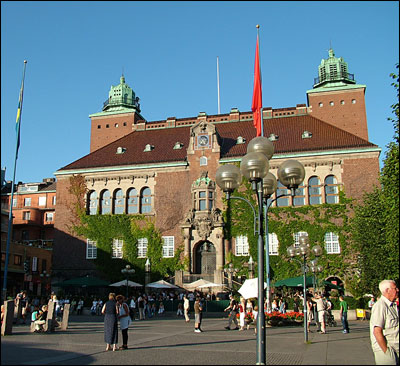
Borås tanácsház (1908-1910) Ivar Tengbom és Ernst Torulf építészek terve tükrözi az akkori időkre jellemző nemzeti romantikus stílust

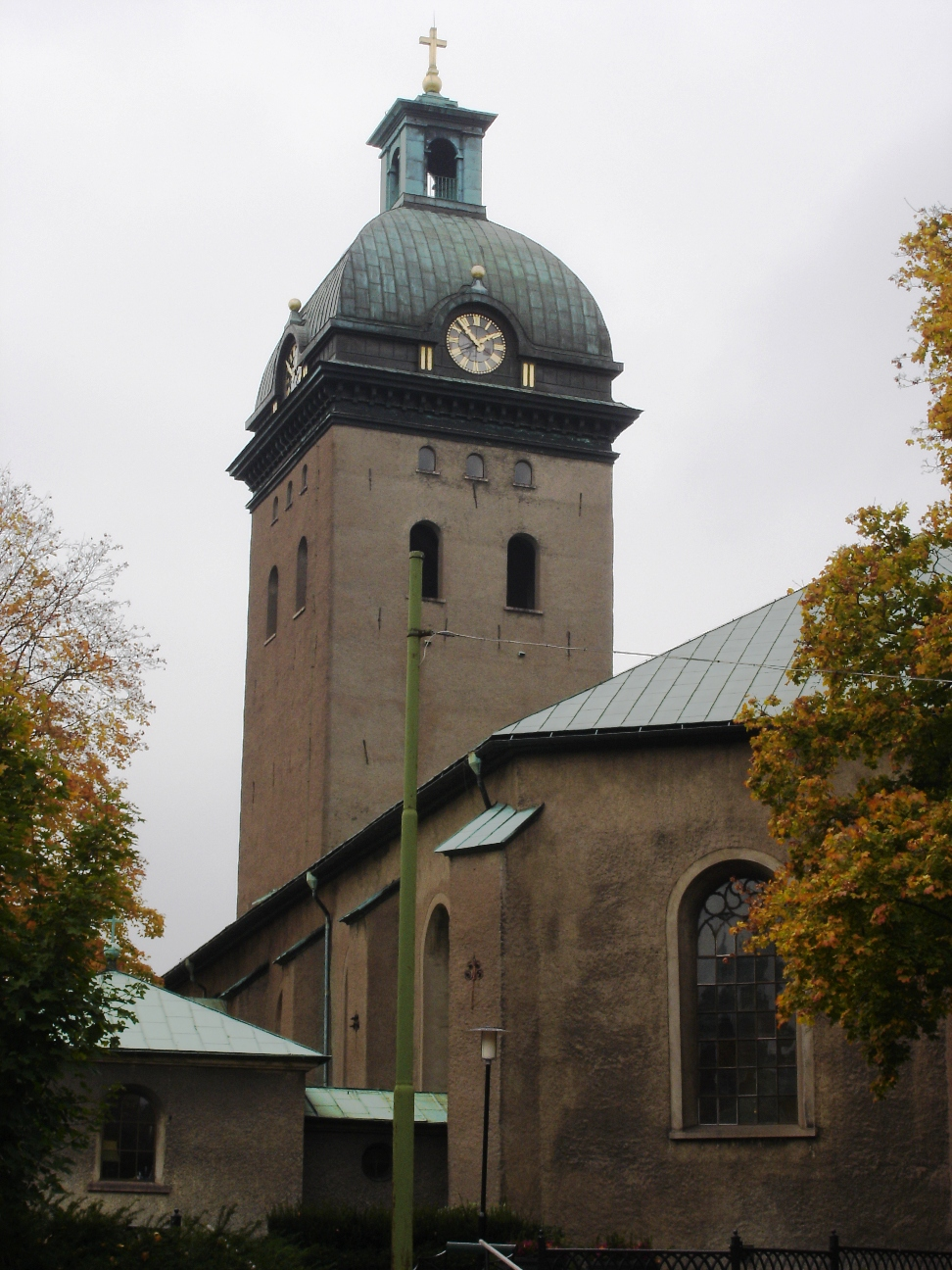
Caroli templom, tipikus protestáns egyszerűséggel

| Városközpont, 14 500 fő - City - Lugnet - Norrmalm - Bergdalen - Salängen - Villastaden - Östermalm Nyugati rész, 11 000 fő - Norrby - Parkstaden - Byttorp - Tullen - Hestra - Ekås - Ramnaslätt - Viared - Lundaskog | Délnyugati rész, 9 900 fő - Göta - Regementet (I15) - Druvefors - Kristineberg - Dammsvedjan - Hedvigsborg Északi rész, 8 200 fő - Alideberg - Almenäs - Knalleland - Lundby - Ryda - Sjöbo - Skogsryd - Tosseryd | Délkeleti rész, 10 700 fő - Trandared - Hulta - Bergsäter - Brotorp Északkeleti rész, 10 600 fő - Hässleholmen - Boda - Svensgärde - Sörmarken - Kyllared - Brämhult - Hyberg |  |

### Templomok
A svéd egyháznak a városban 8 temploma működik.
Ezenkívül van több templom, amelyek a különböző szabadegyházakhoz tartoznak.

#### Néhány ismertebb templom
- Brämhults kyrka
- Caroli kyrka, Borås (központ)
- Gustav Adolfs kyrka, (központ/Norrmalm)
- Hässleholmens kyrka
- Immanuelskyrkan, Borås
- Korskyrkan, Borås (Norrby)
- Ramnakyrkan

## Parkok és zöldövezetek
- Almåspark

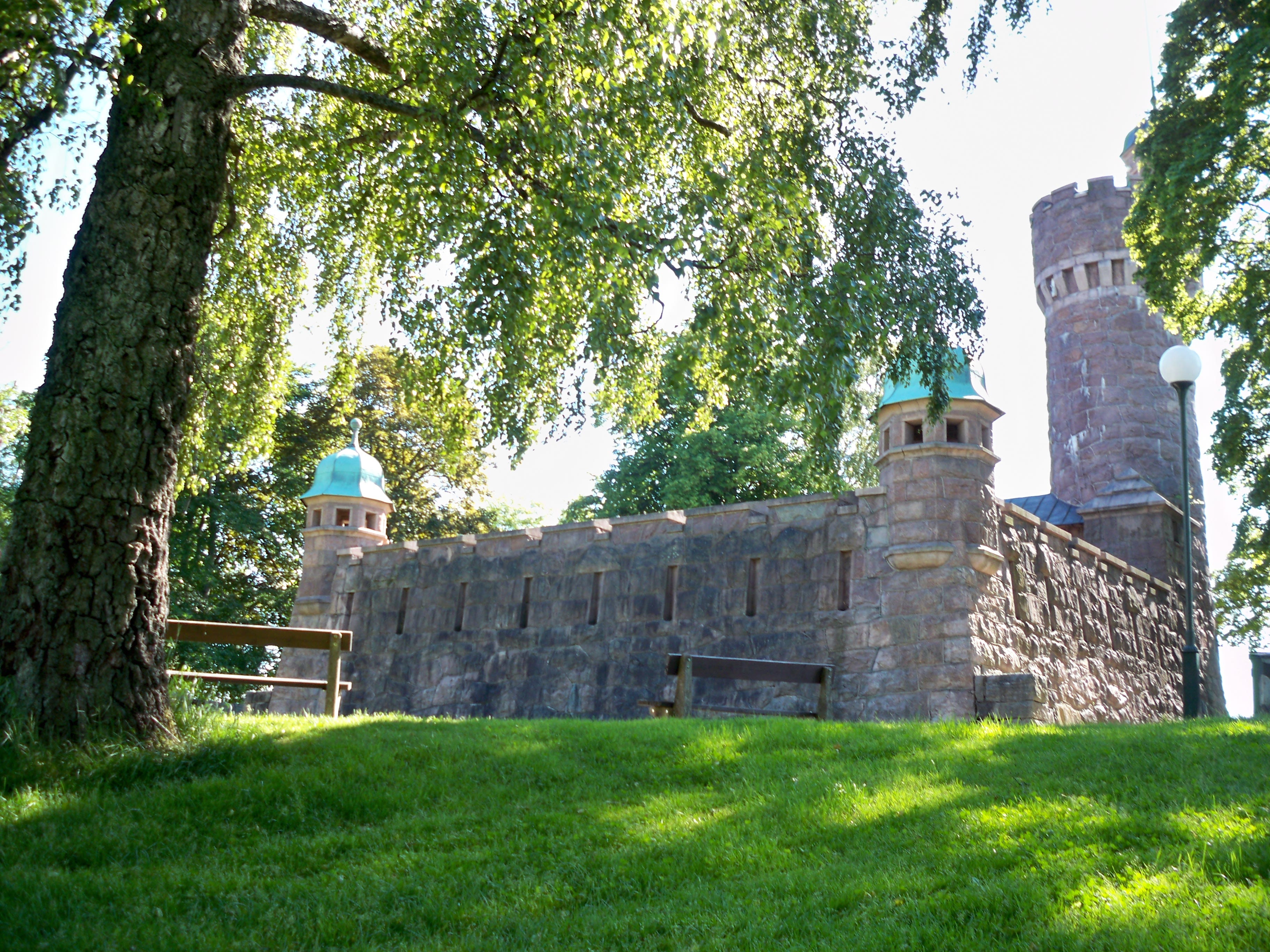
Borås víztorony, tervezte Erik Josephson 1990-ben, terméskőből kivitelezve

- Anna Lindh park, felavatva 2010. május 21-én, egyszerre a Carl Fredrik Reuterswärd ajándékszobrával (Non-Violence) mint központi emlékmű.
- Borås djurpark (állatkert)
- Kvarnbergsparken
- Majorslunden
- Ramnaparken

## Közlekedés

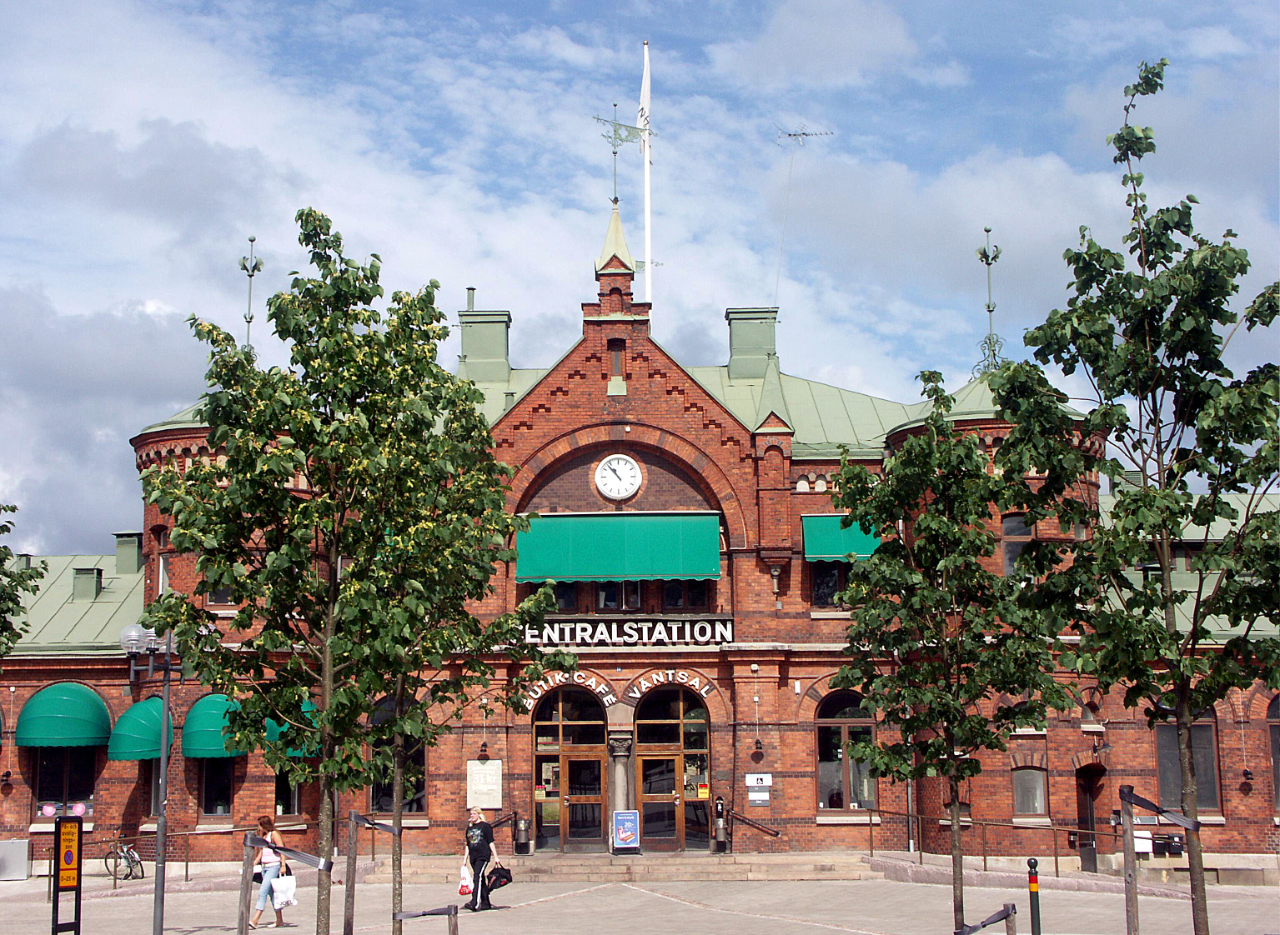
Borås központi állomásának főbejárata (1894)

### Tömegközlekedés

#### Vasút
A helyzetéből adódóan, Västergötland erdős vidékén s mégis közel úgy Göteborghoz mint Jönköpinghez, az 1800-as évek második felében Borås egy közlekedési csomópont volt. A vasúti közlekedés most is jelentős úgy teher- mint személyszállítás terén, vasútvonalakkal Göteborg, Herrljunga, Varberg, Alvesta, Växjö, Kalmar és Karlskrona felé.
A vasúti közlekedést az Älvsborgsbanan, a Kust till kust-banan és a Viskadalsbanan társaságok bonyolítják le. Korábban volt egy vasúti összeköttetés Ulricehamn és Jönköping felé is. A városnak egy nagy faanyag terminálja van, a rönkök vasúti szállítására.
A személyszállítást Borås és Herrljunga/Vänersborg/Uddevalla között, Borås és Varberg között valamint Borås és Göteborg között, 2012 óta a SJ Götalandståg látja el.
Az SJ saját járatokat közlekedtet naponta háromszor, oda-vissza, a Göteborg-Kalmar vonalon és naponta kétszer Borås és Växjö között.

#### Légi közlekedés
Legközelebbi menetrendszerű légi forgalmat bonyolító reptér a Göteborg-Landvetter.
Borås saját repülőtere a Viared ipari zónában van amelyet a mentőszolgálat, légitaxi és a helyi repülőklubok használják.

#### Busz
A legtöbb Sjuhärad-i buszjáratnak Borås a központja, két nagyobb csomópont van:
Södra Torget és Borås Resecentrum. A városi közlekedést a Borås Lokaltrafik AB bonyolítja le a Västtrafik megbízásából. Az 1-9 vonalak városiak, 10-16 pedig szervizvonalak. A 40-49 vonalak a távolabbi elővárosokat szolgálják ki és több regionális járat megy keresztül a városon. A legismertebb a 100-as vonal amely a Göteborg-Borås-Ulricehamn vonalon közlekedik a 27-es és 40-es főúton.
Ingázókat Borås és Göteborg között 2010-től emeletes buszokkal szállítják, a csúcsidőben tízpercenként.
Az 1-es vonal a legforgalmasabb és csúcsidőben nehéz ülőhelyet kapni rajta. A vonalon MAN típusú forgóvázas buszok közlekednek. A helyi szabályzatok a 15 méternél hosszabb járműveket nem engedélyezik.

### Országutak
A város legfontosabb útja, a 40-es főút Göteborg és Jönköping között, a városon halad keresztül. Az út kereszteződései, nyugatról keletre, a következők: Nabbamotet, Viaredsmotet, Tullamotet, Brodalsmotet, Annelundsmotet (Nyugat-Svédország legforgalmasabbja), Hultamotet, Brämhultsmotet, Kyllaredsmotet, Dalsjöforsmotet és Rångedalamotet.
Itt ágazik le a 27-es út Karlskrona felé miután Göteborgtól idáig közös volt a 40-es úttal. A 41-es út Varberg felé Borås déli, míg a 41-út Trollhättan felé az északi részén megy keresztül.
A másik fontos közlekedési vonala a Söderleden-Arlagatan-Kungsgatan (népszerűen Kungsleden) amelyik észak-déli irányban szeli át a várost.

## Kereskedelem és ipar
A központban főleg kis üzletek vannak, miközben a nagyobbak a Knalleland bevásárlóközpontban tömörülnek. A város nyugati részében található a City Gross szupermarket.

### Textil és postai rendelések városa
A város sokáig a textil- és ruhaiparáról volt ismert. Annak ellenére, hogy ma a ruhák nagy részét importálják Svédországba, a textilipar még mindig képviselve van a városban, főleg formatervező és forgalmazó cégek formájában.
Az első csomagküldő szolgálati áruházat 1909-ben alapította Marks J Emanuelsson.
A háború után Borås gyors fejlődének indult a textiliparának köszönhetően, az Algots céggel az élén. Ugyanakkor újabb csomagküldő szolgálatok létesültek, Rowells (1945), Ellos (1947), Haléns (1949) és Josefssons (1956).
A legújabb csomagküldő szolgálati áruházak a Hobbex (1961) és a NetOnNet (1999).
Az 1970-es évek textilipari krízise sok cég megszűnéséhez vezetett, köztük az Algots is. A még meglévőek a gyártást nagy részben áthelyezték külföldre. A Gina Tricot székhelye Boråsban van, Skandinávia leggyorsabban fejlődő divatlánca volt a 2000-es években, s a cég a hangsúlyt a saját tervezésű gyűjteményeire fekteti. Már régóta a városban működik a Textil-főiskola.

### Ipar és foglalkoztatottság
2010-ben, az újonnan indult vállalatok száma 682 volt. A városban összesen 11450 cég működik.
Néhány közülük:
| - Anstalten Borås (börtön) - Borås Lokaltrafik (helyi közlekedés) - Brämhults Juice - Citysälj - Comfort Hotel - Ellos (csomagküldés szolgáltató) - Ericsson (távközlési vállalat) - Ernst & Young - Företagarna | - Gina Tricot (divatház) - Haléns (csomagküldés szolgáltató) - Handelsbanken - H&M Online (online áruház) - NetOnNet (online áruház) - Nicotext - Nilsson CRWTH - Oscar Jacobson - Prognosia - PwC | - Redpink (divatház) - Scandic Plaza (szálloda) - SEB (bank) - SP Sveriges Tekniska Forskningsinstitut (Svéd Műszaki Kutatóintézet) - Svea (ruházati cikkek) - Swedac (Műszaki Ellenőrzési és Akkreditációs Igazgatóság) - Swedbank Sjuhärad - Volvo Bussar |

## Oktatás

### Gimnáziumok
Az egész Sjuhäradsbygden régióból járnak diákok város gimnáziumaiba.

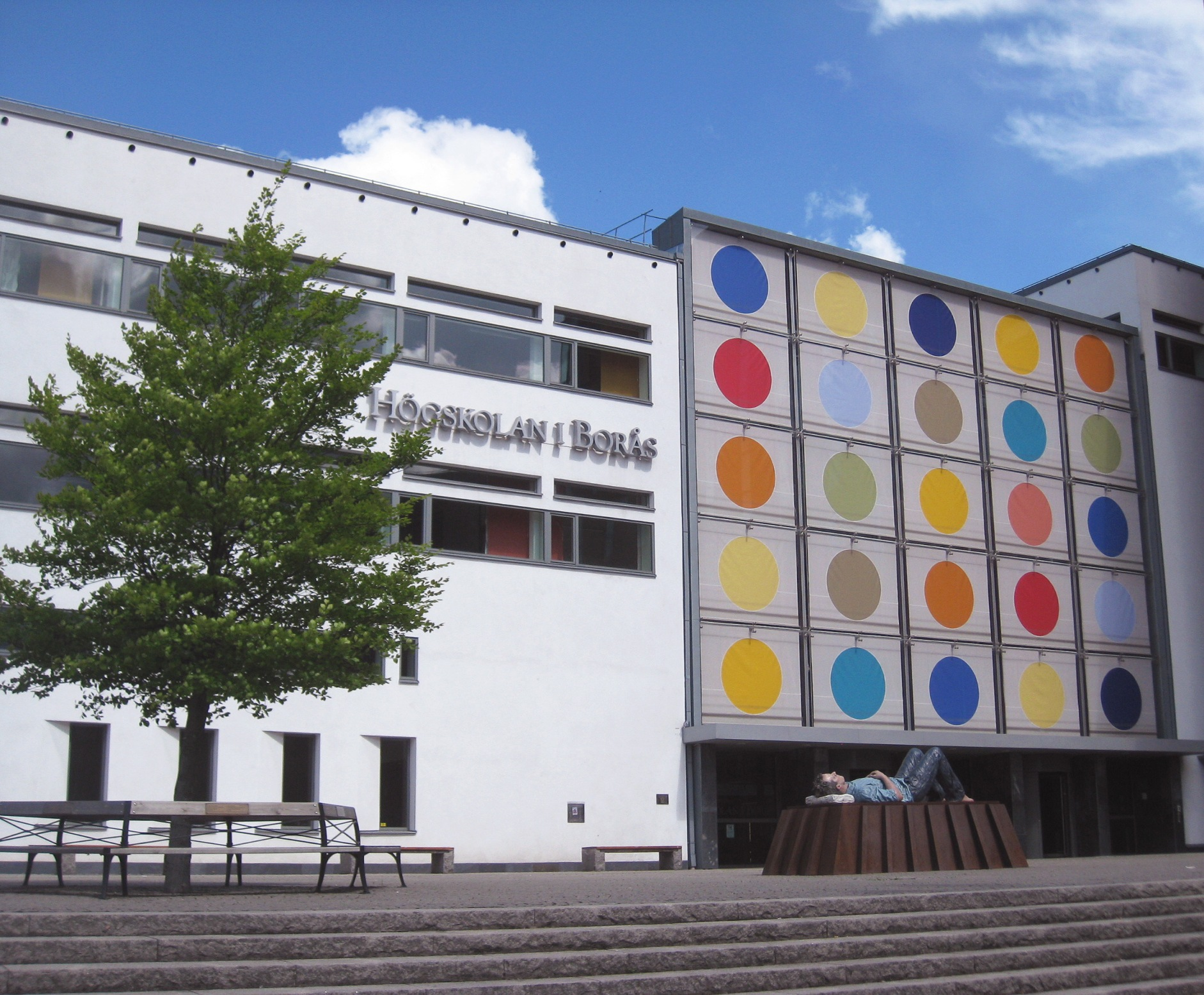
Bibliotek & läranderesurser épülete. Az előtérben Sean Henry festett bronzszobra, a Catafalque (2003). A falat a színpompás körökkel, amelyek részben fényáteresztők, Eva Stephensson-Möller tervezte.

| - Borås Praktiska Gymnasium - Sven Eriksonsgymnasiet - Bäckängsgymnasiet - Viskastrandsgymnasiet - Almåsgymnasiet | - Tullengymnasiet - Bergslenagymnasiet - Drottning Blankas Gymnasieskola - Ljud och Bildskolan - REAL-Gymnasiet |

### Főiskolák
- A Borås Főiskolának kb. 15 000 látogatója van az egész országból. Az egyetemi szakok között van a:
  - Bibliotekshögskolan (Könyvtárosi)
  - Textilhögskolan (Textil)

### Szakmai főiskola
- Borås Yrkeshögskola

### Népi egyetemek
- Borås folkhögskola
- Fristads folkhögskola

### Egyéb iskolák
Borås művészeti iskolájának több mint 2000 nappali és esti tagozatos diákja van. A következő tagozatok vannak: kép, cirkusz, tánc, zene, dráma, beszéd és textil. Az iskola volt diákjai közül kitűnnek: B. Tommy Andersson, operaénekes; Klas Hedlund, operaénekes; Jesper Svedberg, csellós; Anna-Kristina Widell, nyckelharpa-világbajnok (≈tekerőlant).
A Tekniska Elementarskolan i Borås (Technikai Elemi iskola) 1856-ban indult mint Svédország második technikai gimnáziuma, a malmői után (1853). Az iskola mai neve Sven Eriksonsgymnasiet, de többnyire csak Teknis-nek hívják.
Malmen Montessori iskola 1964-ben indult és több mint 450 diákja van.
Borås Város Ifjúsági Tanácsa 2004-ben alakult meg a városi tanács határozata alapján. Ennek és a Boråspaletten-nek, az önkormányzat stratégiai modellje a gyermekek és a fiatalok befolyásáról a községben, köszönhetően Borås lett az Év Ifjúsági Községe 2010-ben.

## Kultúra
A boråsi kultúrházat 1975 decemberében avatták fel és 2010-ben renoválták.
A Városi Könyvtár mellett, benne található a Művészeti múzeum és a Városi Színház két színpada. A Regionteater Väst AB színháznak, amelyik gyermek és ifjúsági előadóművészettel turnézik Västra Götaland megye 49 községében, van Boråsban egy tánc részlege. Kulturföreningen Tåget (A vonat kultúregyesület) egy sokoldalú egyesület, amelyik több mint három évtizede működik a városban.

### Művészet

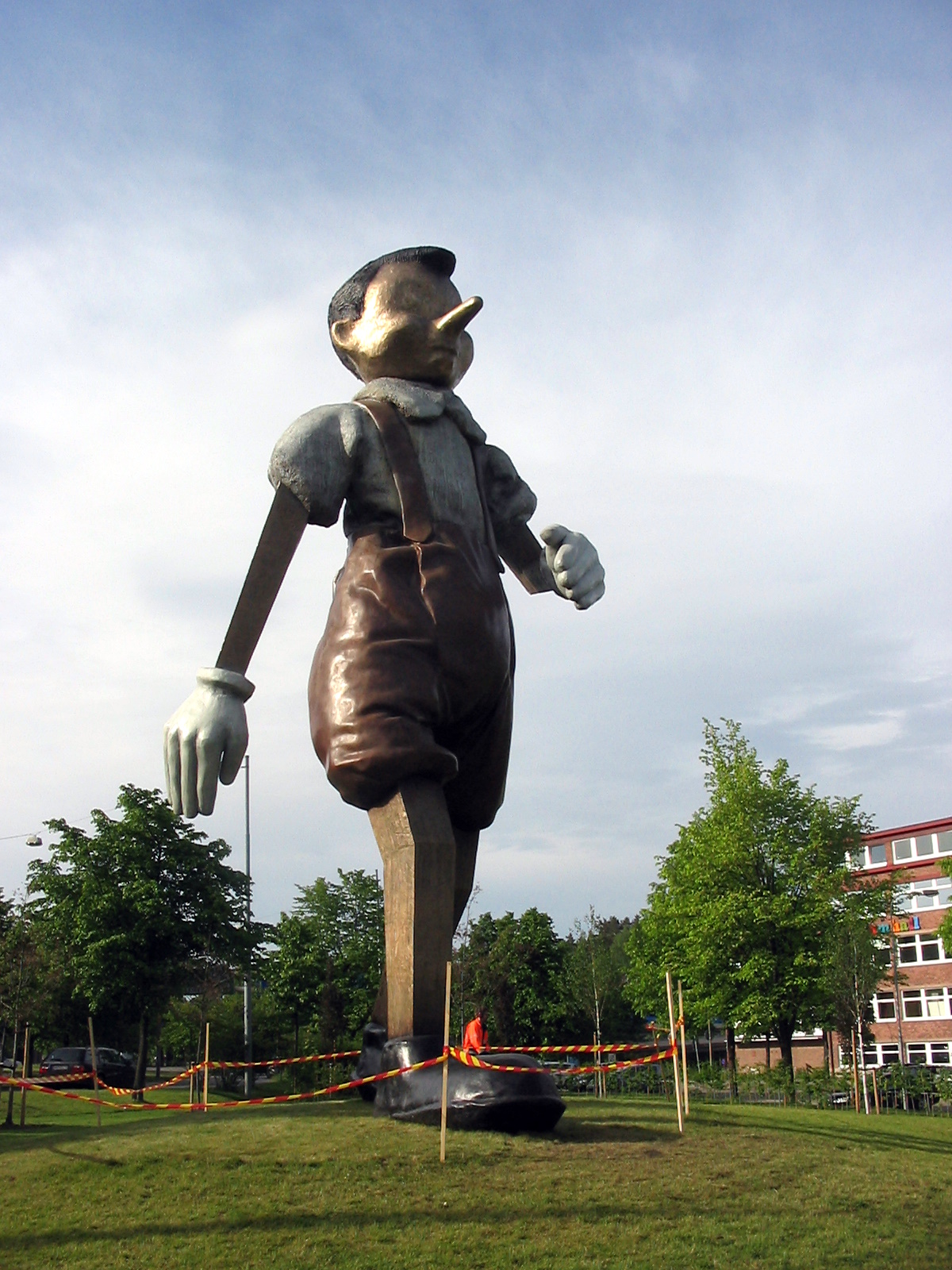
Jim Dine kilenc méter magas bronzszobra, Walking to Borås, az Allégatan déli bejáratánál.

A Művészek műhelyei és a Galéria az ezredfordulón alakult meg de egy nonprofit szervezet működteti amelyik már 1973-ban létesült.
A Galéria 3-4 kiállítást szervez szemeszterenként, svéd és nemzetközi művészek valamint a társulás tagjainak műveiből. Tanfolyamokat is tartanak.
2008. május 16-án nyílt meg először a Borås nemzetközi szobrászbiennálé, a Jim Dine bronzszobrának (Walking to Borås) felavatása alkalmával. Új és régebbi szabadtéri szobrokat szoktak kiállítani ezen a kétévenként visszatérő rendezvényen.
Borås Open, Svédország egyetlen Grand Prix-versenye (Nagydíj) színpadi költeményben, amit márciusban szoktak tartani. Hagströms hink (Hagström vödre), egy másik hasonló verseny (poetry slam), amit minden év októberében tartanak.

### Zene
Borås egyik legkiemelkedőbb sikereit hazai és nemzetközi színpadokon az Evocation death metal együttes érte el. Olyan együttesekkel turnéztak közösen mint az Amon Amarth 2011, Arch Enemy 2011 och Cannibal Corpse 2009. Az együttes 1991-ben alakult és úttörőnek számít a svéd death metal zenében.
Franska bönder és a trance-zenét játszó Earthbound is boråsi eredetű.
Heavy metal együttesek amelyek az 1990-es években alakultak, a Lake of Tears, a Cemetary és a Beseech, az utóbbi kettő gothic metal stílusú.
Ide tartozik még a Crystal Eyes és a fiatalabb Zonata power metal banda.
Egy másik a 2000-es években alakult együttes a Moonlit Sailor, akik stílusa indierock és postrock.
Koncerteket és előadásokat tarthatnak kisebb fedett termekben mint a Rockborgen, Kulturhuset, Sagateatern, Trägårn, Folkan, Åhaga, Boråshallen, de a sokkal nagyobb Borås Arena-ban is.
2010 nyarán rendezték először a Close to Home zenei fesztivált.
Sommartorsdagar (Nyári csütörtökök) fogalommá váltak. Az 1980-as évek végétől ismert művészek lépnek fel csütörtök esténként a főtéren. Ez egy forgalmas és ünnepélyes hangulatot teremt a városközpontban.

### Múzeumok
- Abecita konstmuseum (művészeti múzeum)
- Borås Brandkårsmuseum (tűzoltó múzeum)
- Borås idrottsmuseum (testnevelési múzeum)
- Borås konstmuseum (művészeti múzeum)
- Borås museum
- Immigrant-institutet
- Textilmuseet (textil múzeum)
- Viareds museum (tanyasi múzeum)

## Éghajlat
Borås éghajlata szárazföldi, óceáni éghajlat beütéssel. Svédország egyik legesősebb városa, 192 esős nappal és 975 mm csapadékkal évente.
A legmagasabb júliusi átlaghőmérséklet 20 °C, míg a legalacsonyabb 10 °C, a januári megfelelők -1 °C illetve -6 °C.
A rekord meleget, 36,0 °C, 1901. július 1-én, és a rekord hideget, -34,1 °C, 1966. február 9-én mérték.

## Média

### TV
- SVT Västnytt
- TV4 Borås
- Knallevisionen
- Borås Tidning TV (BTTV)

### Rádio
- Sveriges Radio P4 Sjuhärad – 102,9 MHz
- Rix FM – 107,1 MHz
- Mix Megapol Borås – 105,5 MHz
- Borås Närradio – 92,5 MHz

### Sajtó
- Borås Tidning
- XtraBorås
- Boråskuriren

## Sport

### Stadionok és sportcsarnokok
| - Bodavallen - Borås Arena (IF Elfsborgs hazai pályája) - Boråshallen (sportcsarnok) - Borås Ishall (műjégpálya) - Borås simarena (uszoda) - Borås Tennis- och Boulecenter - Brämhults IP - Götavallen - Hedvigsborgs IP | - Kransmossens IP - Ramnavallen - Ryahallen - Ryavallen - Ryda Sportfält Idrottsplats - Sagavallen - Sjuhäradshallen - Sjöbovallen |  |

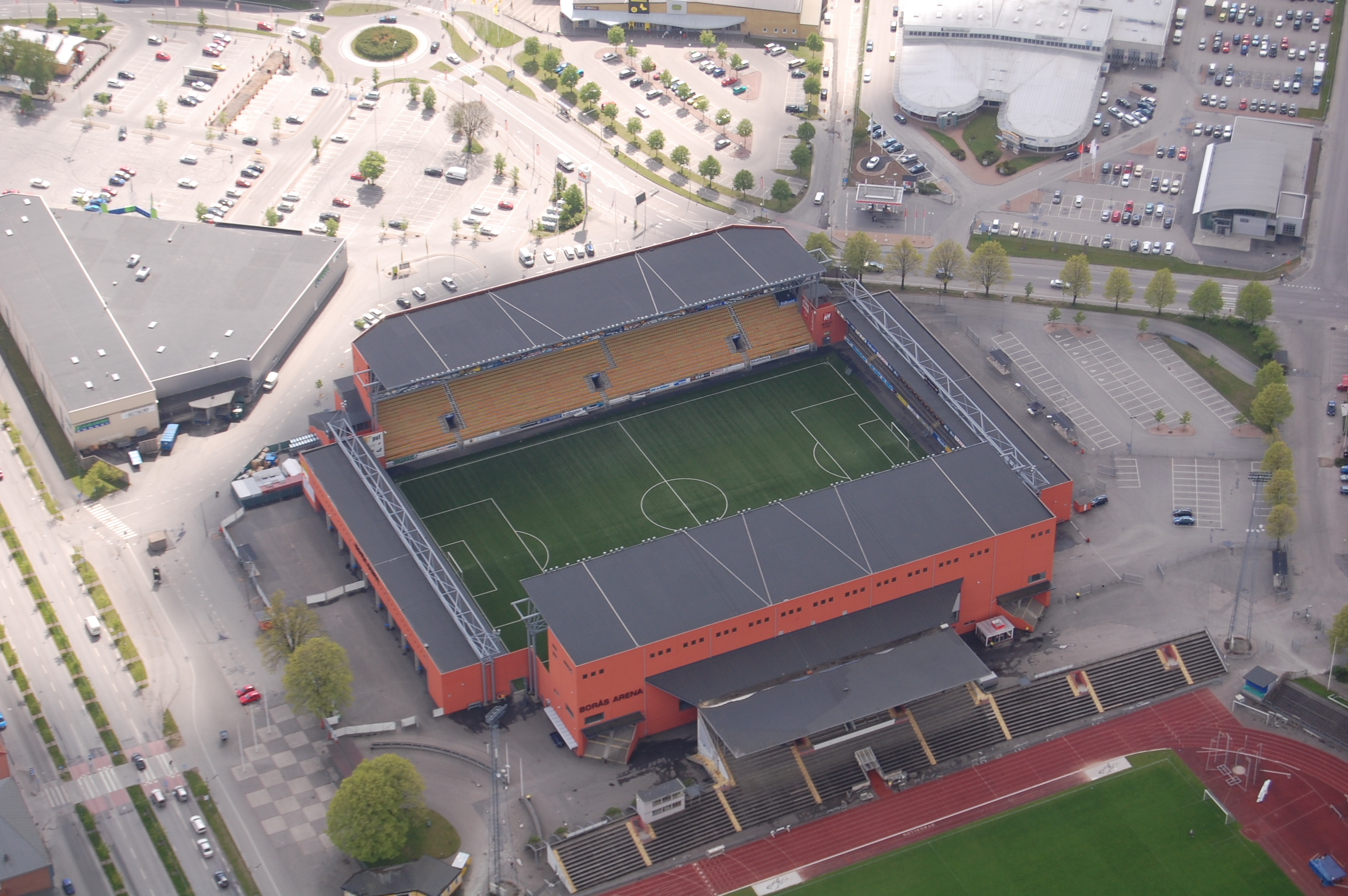
Borås Arena

### Sportklubok
- Borås AIK, labdarúgás
- Borås Basket, kosárlabda
- Borås Bågskyttesällskap, íjászat
- Borås GIF, több sportág
- Borås golfklub
- Borås Hockey, jégkorong
- Borås Judoklubb
- Borås Rhinos, amerikai futball
- Borås Rugby Football Club/Borås Ravens, rögbi
- Borås segelflygklubb, vitorlázórepülés
- Borås Segelsällskap, vitorlázás
- Borås Tennisklubb
- Byttorps IF, labdarúgás, kézilabda és asztalitenisz
- Brämhults IK, labdarúgás
- Elfsborgs Tennisklubb
- FMCK Borås, motokrossz, enduro és trial
- FC Ibra, futsal
- Hestra IF, tájékozódási és síklub
- IBK 7-Härad, floorball
- IF Elfsborg, labdarúgás
- IK Ymer, több sportág
- KFUM Borås Tennis
- Kronängs IF, labdarúgás
- Mariedals IK, asztalitenisz és labdarúgás
- Musketeers Funky Cheer (MFC), cheerleading és cheerdance
- Norrby IF, labdarúgás
- SK Elfsborg, úszás
- Öresjö SS, Borås legrégebbije, evezés, vitorlázás
- Östra Stadsgränsens Tennisklubb, tenisz és asztalitenisz

## Látnivalók
- Alidebergsbadet, uszoda
- Almenäs badplats, fürdőzőhely
- Röda Kvarn, mozi
- Bodhi, szobor
- Borås Arena, stadion
- Borås djurpark, állatkert
- Borås Flygplats, reptér
- Borås simarena, sportuszoda
- Borås Stadsteater, színház
- Ramnakyrkan, templom
- Ramnaparken, zöldövezet
- Ramnasjön Madárkolónia
- Rya åsar
- Stadsparksbadet, fürdő
- Borås vattentorn, víztorony
- Viaredssjön, tó

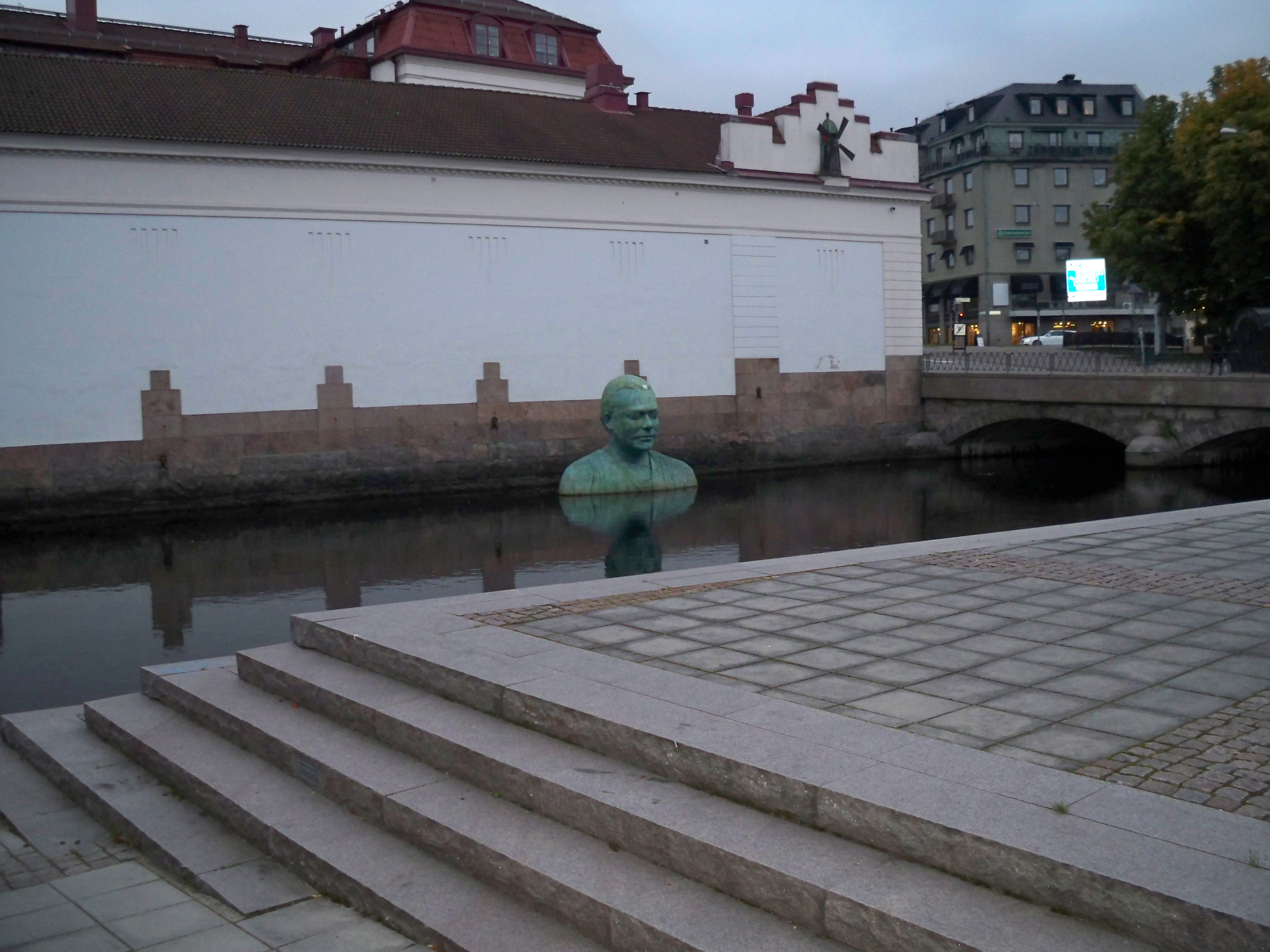
Fredrik Wretman: Bodhi (2004), szobor a Viskan folyóban

- Walking to Borås, Pinocchio-szobor
- Älvsborgsteatern, színház

## Ismert személyek
- Thomas Ahlström, labdarúgó
- Johanna Almgren, labdarúgó
- Hans Alsér, Svédország első asztalitenisz világbajnoka
- B. Tommy Andersson, karmester, zeneszerző
- Görgen Antonsson, író
- Gustaf Bengtsson, színész
- Fredrik Berglund, labdarúgó
- Christer Björkman, énekes, melodifestivalen-főnök
- Ingvar Carlsson, politikus, miniszterelnök (1986-91)
- Magnus Carlsson, énekes
- Shirley Clamp, énekes
- Börje Dahlqvist, újságíró
- Sven Davidson, teniszező
- Andreas Drugge, labdarúgó
- Annika Duckmark, miss Svédország 1996
- Sebastian Ekberg, táncos
- Eric Ericson, karmester, karvezető
- Sture Fronæus, kémikus professzor
- Magnus Haglund, újságíró
- Lars Hagström, műfordító
- Birger Martin Hall, Linné tanítványa
- Peter Adolf Hall, miniatűrfestő
- Johan Hallgren, evezős
- Marcus Hansson, motocross-világbajnok
- Björn Hellberg, író
- Eva Hild, szobrász
- Johan Hilton, író, újságíró
- Lennart Hjalmarsson, közgazdász
- Pål Hollender, művész
- Nils Horner, külpolitikai tudósító
- Maja Håge, színész
- Peter Häggström, távolugró
- Inge Ivarson, filmproducer
- Ingrid Janbell, színész
- Helen A Johansson, ügető hajtó
- Stig Johansson, színész
- Sven Jonasson, labdarúgó
- Patrik Järbyn, alpesi síző
- Roland Kempe, művész, író
- Carolina Klüft, atléta
- Emil Viktor Langlet, építész
- Åsa Lantz, író
- Martin Lorentzon, Spotify alapítója
- Henning Mankell, író
- Christer Mattiasson, labdarúgó
- Daniel Norgren, énekes-dalszerző
- Tomas Olsson, Mount Everest megmászója
- Lars Passgård, színész
- Kurt Pettersén, olimpiai bajnok birkózó
- Anki Rahlskog, színész
- Hans Renhäll, forgatókönyvíró
- Ewa Roos, művész
- Hans Rosenfeldt, író, TV-személyiség
- Sven Salén, hajótulajdonos
- Per Sandström, kézilabda kapus
- Yvonne Schaloske, színész
- Christoffer Schander, tengerbiológus
- Per Schlingmann, politikus
- Matiss Silins, költő
- Harry Sjögren, építési vállalkozó
- Joakim Sjöhage, labdarúgó
- Hannah Sjöstedt, atléta
- Helge Skoog, színész
- Harry Snell, világbajnok kerékpározó
- Lars Sundin, politikus
- Jesper Svedberg, zenész
- Kristoffer Svensson, komikus
- Mathias Svensson, labdarúgó
- Nils Svenwall, díszlettervező
- Bengt Sändh, trubadúr
- Mattias Tichy, evezős
- Lars Tunbjörk, fényképész
- Björn Wahllöf, politikus
- Henrik Andersson Wibeck, templomfestő
- Ulla-Britt Wieslander, atléta
- Agnes-Nicole Winter, színész, rendező
- Johan Wiland, labdarúgó
- Emelie Öhrstig, síző

## Fordítás
- Ez a szócikk részben vagy egészben  a   Borås című svéd Wikipédia-szócikk fordításán alapul.  Az eredeti cikk szerkesztőit annak laptörténete sorolja fel. Ez a jelzés csupán a megfogalmazás eredetét és a szerzői jogokat jelzi, nem szolgál a cikkben szereplő információk forrásmegjelöléseként.